# ホセフ・モラ
ホセフ・モラ（Joseph Mora、1993年1月15日 - ）は、コスタリカ出身の同国代表サッカー選手。シャーロットFC所属。ポジションはDF。

## クラブ経歴
2011-12シーズンのインビエルノの終わりにベレンFCでプロデビューを果たした。ベラーノでは11試合でスタメン出場するなど15試合に出場し、1年を終えた。シーズン終了後、2部リーグから昇格したCSウルグアイ・デ・コロナドに移籍した。インビエルノでは10試合に出場したが、ベラーノではわずか1試合の出場に終わり、シーズン終了後にベレンに復帰した。2013-14シーズンは、インビエルノで22試合中21試合、シーズントータルで34試合に出場した。
2015年のベラーノに先立ち、インビエルノでトーナメント優勝を決めたばかりのデポルティーボ・サプリサと契約した。
2018年3月7日、メジャーリーグサッカーのD.C. ユナイテッドに移籍。
2021年12月14日、2021MLSエクスパンションドラフトでシャーロットFCに指名された。

## 代表歴
2009 FIFA U-17ワールドカップと2011 FIFA U-20ワールドカップに出場し、両大会でチームの全試合に出場した。
また、U-20ワールドカップの予選トーナメントを兼ねたCONCACAF U-20選手権にも出場した。同大会でコスタリカ代表はメキシコ代表との決勝に進出し、モラはこの試合の先制点を決めた。その1分後にコスタリカ代表が失点し、メキシコ代表が3-1で勝利を収めた。2011年にはさらにパンアメリカン競技大会にも参加した。
2013年にはU-21代表のメンバーとして中央アメリカ競技大会に参加し、準優勝した。2014年にはベラクルスで開催された中央アメリカ・カリブ海競技大会に出場した。翌2015年のトゥーロン国際大会にも参加した。2016年にはリオオリンピック予選に参加した。中米予選は勝ち抜いたものの、北中米カリブ海予選で敗退した。
2018年11月、チリ代表とペルー代表との親善試合を前にフル代表の初召集をうけた。チリ代表戦でロナルド・マタリータとの交代で後半から途中出場しフル代表デビューを果たした。

## 人物
2019年8月にアメリカのグリーンカードを取得した。このためMLSでは国内選手扱いとなっている。